# Synkop
För andra betydelser, se Synkope (olika betydelser).
Synkop är en förskjutning av betoningen inom en takt, det vill säga betoning på ett annat ställe än i den normala pulsen. Ordet kommer av grekiskans synkope som betyder sammanslagning, avhuggning eller förkortning. Man binder samman en metriskt betonad taktdel med närmast föregående mindre betonade del och tidigarelägger därigenom betoningen.

## Användning och utformning
Ett exempel på synkop är claverytmens treslagstakt i son och salsa eller den tidigarelagda och därigenom extra tunga etta som är vanlig i bland annat rockmusik, jazz, funk och elektronisk musik som house eller trance. Synkoper är vanliga i många musikstilar som har afrikanska influenser, inte minst i reggae, zouk, kadance och annan karibisk musik. Ett känt svenskt exempel är Södermanlands regementes marsch ("Vad säger svenska folket när de får en sup? Jo-jag-tackar").
I stilar där det afrikanska inslaget är stort kan en melodi ligga konstant förskjuten en åttondel före betonade slag. Det hör man ofta i melodistämman i både kubansk och brasiliansk folklig musik. En så konsekvent förskjutning kallas inte synkopering utan offbeat-frasering. I en del bossa nova finns dock en inblandning av europeisk "fyrkantig" tradition som gör att melodistämman i hög grad pendlar mellan grundslag och baktakt. Detta kan resultera i synkoper. Bossa novans synkoper ger emellertid ett mjukt intryck, eftersom musikstilen inte är ute efter att skapa rytmiska överraskningar, utan varligt försöker mjuka upp en alltför strikt fyrkantighet.